# Vinterns hjärta
Vinterns hjärta är del 17 i Robert Jordans fantasyserie Sagan om Drakens Återkomst (Wheel of Time). På engelska: Winter's Heart och den kom ut 2001. Den är översatt av Jan Risheden.
| Föregående bok: Järnets tid | Sagan om Drakens Återkomst | Nästa bok: De nio månarnas dotter |